# عيب فراغي

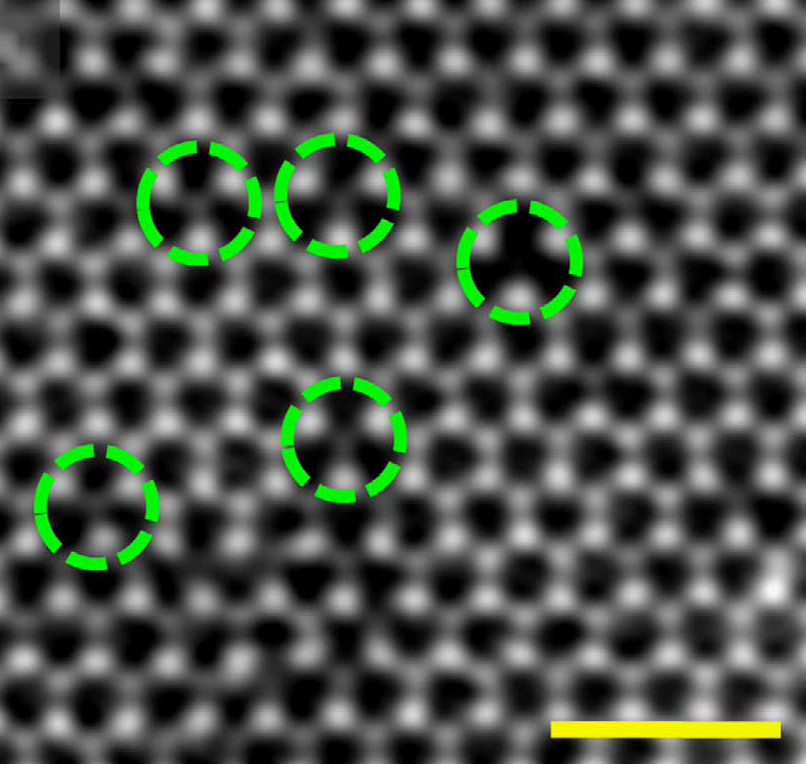
صورة مأخوذة بالمجهر الإلكتروني تبدي وجود العيوب الفراغية.

العيوب الفراغية  في علم البلورات هي نوع من أنواع العيوب البلورية في بنية البلورات، حيث يفتقد وجود ذرة في شبكة برافيه البلورية.